# Loxoscaphe brachycarpum
Loxoscaphe brachycarpum là một loài dương xỉ trong họ Aspleniaceae. Loài này được Kuhn mô tả khoa học đầu tiên năm 1879.
Danh pháp khoa học của loài này chưa được làm sáng tỏ. 